# Єлизавета Дрогойовська
Єлизавета Дрогойовська (*д/н — після 1651) — кальвіністська діячка Речі Посполитої. Остання представниця роду Горностаїв.

## Життєпис
Походила з українського впливового шляхетського роду Горностаїв. Донька Самійла Горностая, підкоморія київського, та Теофілії Горайської. Про дату народження нічого невідомо, проте у 1618 року на час загибелі батька було дитиною. Отримала ім'я Гальшки, яку згодом змінила на Єлизавету. Залишалася під опікою матері та брата Михайла до середини 1620-х років. Вийшла заміж за представника українського роду Дрогойовських.
1637 році після смерті брата розділила володіння з сестрою Ганною, отримавши Козаровичі, Самуельпіль з навколишніми селами, двір у Києві і плац у Київському замку. У 1640 році чоловік Єлизавети викупив у Анни та Рафала Лещинських містечко Горностайпіль, села Старий і Новий Ліщин, Луку, Тулин. Того ж року після смерті чоловіка вийшла заміж за кальвініста Миколу Абрамовича, мстиславського воєводу.
Подружжя мешкало переважно у Тулині та Ворнянах (Литва). У 1640 році купили в Київському воєводстві Бородянку. Своїми маєтностями управляли або через урядників, або здавали в оренду. 1644 року зробила баніцію на старосту канівського Самійла Лаща про заволодіння добрами містечка Бородянка та Козаровичі з присілками — Загальці Великі і Малі, Довбня, Пенсійка, Олександрова Воля, Нова Гребля, які природним правом належали сину Єлизавети.
З 1647 року містечко Самуельпіль, села Козаровичі, Глібівка і Литвинівка перебували в заставному володінні у Костянтина Ободенського. Частина володінь постраждало під час визвольної війни українського народу під проводом Богдана Хмельницького. Але Єлизавета зуміла зберегти значні статки й маєтності. 1650 року до Горностайполя, Козаровичів, Самуельполя і Бородянки було призначено урядником скарбника і поборцю Київського воєводства Данила Юрія Воронича.
У 1651 році склала заповіт, за яким усі маєтності переходили синові. Того ж року помер її другий чоловік. Єлизавета померла до середини 1650-х років.

## Родина
1. Чоловік — Анджей Дрогойовський
діти:
- Самійло-Кшиштоф (д/н—1678)

2. Чоловік — Микола Абрамович, мстиславський воєвода
дітей не було

## Родовід
|                 |                 |                 |                 |                 |                 |  |  |                   |                   |                   |                   |                   |                   |  |  |        |        |        |        |        |        |  |  | Гаврило  | Гаврило  | Гаврило  | Гаврило  | Гаврило  | Гаврило  |  |  | Єронім | Єронім | Єронім | Єронім | Єронім | Єронім |  |  | Самійло | Самійло | Самійло | Самійло | Самійло | Самійло |  |  | Михайло   | Михайло   | Михайло   | Михайло   | Михайло   | Михайло   |
|                 |                 |                 |                 |                 |                 |  |  |                   |                   |                   |                   |                   |                   |  |  |        |        |        |        |        |        |  |  | Гаврило  | Гаврило  | Гаврило  | Гаврило  | Гаврило  | Гаврило  |  |  | Єронім | Єронім | Єронім | Єронім | Єронім | Єронім |  |  | Самійло | Самійло | Самійло | Самійло | Самійло | Самійло |  |  | Михайло   | Михайло   | Михайло   | Михайло   | Михайло   | Михайло   |
|                 |                 |                 |                 |                 |                 |  |  |                   |                   |                   |                   |                   |                   |  |  | Іван   | Іван   | Іван   | Іван   | Іван   | Іван   |  |  | Іван     | Іван     | Іван     | Іван     | Іван     | Іван     |  |  |        |        |        |        |        |        |  |  |         |         |         |         |         |         |  |  | Анна      | Анна      | Анна      | Анна      | Анна      | Анна      |
|                 |                 |                 |                 |                 |                 |  |  |                   |                   |                   |                   |                   |                   |  |  | Іван   | Іван   | Іван   | Іван   | Іван   | Іван   |  |  | Іван     | Іван     | Іван     | Іван     | Іван     | Іван     |  |  |        |        |        |        |        |        |  |  |         |         |         |         |         |         |  |  | Анна      | Анна      | Анна      | Анна      | Анна      | Анна      |
| Роман Івашкович | Роман Івашкович | Роман Івашкович | Роман Івашкович | Роман Івашкович | Роман Івашкович |  |  | Остафій Горностай | Остафій Горностай | Остафій Горностай | Остафій Горностай | Остафій Горностай | Остафій Горностай |  |  |        |        |        |        |        |        |  |  | Єрмоген  | Єрмоген  | Єрмоген  | Єрмоген  | Єрмоген  | Єрмоген  |  |  |        |        |        |        |        |        |  |  |         |         |         |         |         |         |  |  | Єлизавета | Єлизавета | Єлизавета | Єлизавета | Єлизавета | Єлизавета |
| Роман Івашкович | Роман Івашкович | Роман Івашкович | Роман Івашкович | Роман Івашкович | Роман Івашкович |  |  | Остафій Горностай | Остафій Горностай | Остафій Горностай | Остафій Горностай | Остафій Горностай | Остафій Горностай |  |  |        |        |        |        |        |        |  |  | Єрмоген  | Єрмоген  | Єрмоген  | Єрмоген  | Єрмоген  | Єрмоген  |  |  |        |        |        |        |        |        |  |  |         |         |         |         |         |         |  |  | Єлизавета | Єлизавета | Єлизавета | Єлизавета | Єлизавета | Єлизавета |
|                 |                 |                 |                 |                 |                 |  |  |                   |                   |                   |                   |                   |                   |  |  |        |        |        |        |        |        |  |  | Остафій  |          |          |          |          |          |  |  |        |        |        |        |        |        |  |  |         |         |         |         |         |         |  |  |           |           |           |           |           |           |
|                 |                 |                 |                 |                 |                 |  |  |                   |                   |                   |                   |                   |                   |  |  |        |        |        |        |        |        |  |  |          |          |          |          |          |          |  |  |        |        |        |        |        |        |  |  |         |         |         |         |         |         |  |  |           |           |           |           |           |           |
|                 |                 |                 |                 |                 |                 |  |  |                   |                   |                   |                   |                   |                   |  |  | Оникій | Оникій | Оникій | Оникій | Оникій | Оникій |  |  | Фрідерик | Фрідерик | Фрідерик | Фрідерик | Фрідерик | Фрідерик |  |  |        |        |        |        |        |        |  |  |         |         |         |         |         |         |  |  |           |           |           |           |           |           |
|                 |                 |                 |                 |                 |                 |  |  |                   |                   |                   |                   |                   |                   |  |  | Оникій | Оникій | Оникій | Оникій | Оникій | Оникій |  |  | Фрідерик | Фрідерик | Фрідерик | Фрідерик | Фрідерик | Фрідерик |  |  |        |        |        |        |        |        |  |  |         |         |         |         |         |         |  |  |           |           |           |           |           |           |